# Lesznyák Katalin
Lesznyák Katalin (Fehérgyarmat, 1969. november 8. –) magyar színésznő.

## Életpálya
Fehérgyarmaton született, 1969. november 8-án. Szegeden, a Tömörkény István Zeneművészeti Szakközépiskola magánének szakán érettségizett 1988-ban. A Színház- és Filmművészeti Főiskola operett-musical szakán 1993-ban diplomázott. Osztályvezető tanárai Kazán István, Versényi Ida, majd Szinetár Miklós voltak. Gyakorlati ideje alatt, illetve pályakezdőként egy évadot a Fővárosi Operettszínházban töltött. 1995-től 2010-ig a Pécsi Nemzeti Színház művésze volt. Vendégművészként szerepelt Münchenben, és részt vett hosszabb turnékon is Németországban, ahol például Vénusz és Euridiké szerepét németül énekelte. Játszott Zalaegerszegen, Veszprémben, a Szekszárdi Német Színházban és a Győri Nemzeti Színházban is. 1997-2001 között a Kisváros című televíziós sorozatban országosan ismert lett, Bodó Kati színésznőt alakította. 2000-ben a Pécsi Tudományegyetemen humán szervezőként szerzett másoddiplomát.
2010 augusztusa és 2019 januárja között Olaszországban élt.

## Fontosabb színházi szerepei
- Ábrahám Pál: Bál a Savoyban... Madeleine – német nyelven is
- Ábrahám Pál: Viktória...Viktória
- Alexandre Dumas – Várady Szabolcs: A három testőr... Milady
- Fényes Szabolcs: Rigó Jancsi... Clara
- William Shakespeare: Rómeó és Júlia... Lady Montague (Montague felesége)
- William Shakespeare: A windsori víg nők... Anna Reich
- Csokonai Vitéz Mihály: Karnyóné, avagy a vénasszony szerelme... Boris (Karnyóné szobalánya)
- Csáth Géza: A Janika... Pertics Jenőné
- Móricz Zsigmond – Kocsák Tibor – Miklós Tibor: Légy jó mindhalálig... Ilonka
- Huszka Jenő: Gül baba... Leila (a leánya) (Győri Nemzeti Színház)
- Giuseppe Verdi: Traviata... Flóra
- Wolfgang Amadeus Mozart: A Varázsfuvola... Papagena
- Johann Strauss: A denevér... Rosalinda (Eisenstein felesége)
- Jacobi Viktor: Sybill... Sybill
- Jacobi Viktor: Leányvásár... Lucy (Harrisonék lánya)
- Kálmán Imre: A montmartre-i ibolya... Violetta – német nyelven is
- Kálmán Imre: Csárdáskirálynő... Szilvia – német nyelven is
- Zerkovitz Béla – Szilágyi László: A csókos asszony... Hunyady Rita (Rica-Maca)
- Kálmán Imre: Cirkuszhercegnő... Fedora Palinszka
- Jacques Offenbach: Orfeusz az alvilágban... Euridiké; Vénusz – német nyelven is
- Jacques Offenbach: Hoffmann meséi... Giulietta
- Lehár Ferenc: A víg özvegy... Valencienne; Glavari Hanna
- Lehár Ferenc: Luxemburg grófja... Angéle Didier (operett-díva)
- Eisemann Mihály: Fekete Péter... Colette

## Filmek, tv
- Kisváros (sorozat) (1997-2001)...Bodó Kati
- Szomszédok 100. rész (1991)...nővér
- Barátok közt (sorozat) (2003)...Kucsma Bernadett
- Rómeó és Júlia (színházi előadás tv-felvétele, 2003)
- Karnyóné

## Díjak, elismerések
- Nívódíj (2000) - Pécsi Nemzeti Színházért Alapítvány
- BAT - közönségdíj (2001) - Pécsi Nemzeti Színház (A British American Tobacco Hungary által támogatott díj)